# Divisiones (álbum de Neón)
Divisiones es el álbum de estudio debut del grupo mexicano Neón. Fue publicado por RCA y Ariola el 14 de agosto de 1988.
El material fue clave para iniciar una breve y exitosa trayectoria dentro del movimiento Rock en tu idioma, logrando ser objeto de culto entre el público mexicano. «Juegos de amor» se lanzó como el primer sencillo que supuso un gran éxito y popularidad durante el otoño del año 88. El tema «Divisiones» fungió como el segundo sencillo del disco.

## Lista de canciones
Todos los temas fueron compuestos y editados por Sergio Santacruz, Humberto Calderón, Ignacio Acosta, y Sergio Meza.
Las de */** indican que tales temas fueron éxitos en la radio a finales de la década de los 80's.
1. Divisiones
2. Juegos de Amor ** (Pos. #3 entre 22 de agosto y 16 de octubre de 1988/ Pos. #8 hasta el 3 de febrero de 1989)
3. Tu otro yo
4. Sin palabras
5. Noche blanca
6. Puede ser el aire
7. Solo sentir * (Una versión alterna/reedición de este tema fue lanzado en marzo de 1990)
8. Otra Vez
9. Sentido Perfecto * (Con poco tiempo de duración en tabla de posiciones, marzo de 1989)
10. Sin Sueño

## Créditos
- Humberto Calderón – guitarra y voz

- Ignacio Acosta – teclados

- Sergio Santacruz– bajo

- Sergio Meza– batería

- Productor – Gustavo Santaolalla, Óscar López

## Personal
- Grabación: Francisco Miranda, Luis Gil, Sam Ginsberg
- Mezcla: Óscar López, Daniel Freiberg, Humberto Calderón.
- Estudio: Estudio PolyGram, Estudio GAS (Ciudad de México); Electric Lady, Baked Potato Recording, (Nueva York)